# Abdou Jammeh
Abdou Jammeh gambijski nogometaš, * 13. februar 1986, Bakau, Gambija. 

## Življenjepis
Jammeh se je rodil v mestu Bakau, ki šteje okoli 72.000 prebivalcev in leži na zahodu Gambije. Igral je na poziciji branilca za finskega prvoligaša RoPS. Doslej je igral za sedem različnih klubov v 7 državah. Bil je tudi kapetan gambijske reprezentance.